# Draba elata
Draba elata är en korsblommig växtart som beskrevs av Joseph Dalton Hooker och Thomas Thomson. Draba elata ingår i släktet drabor, och familjen korsblommiga växter. Inga underarter finns listade i Catalogue of Life.